# Макер дьо Сент Менеулд
Макер дьо Сент Менеулд (на френски: Machaire de Sainte-Menehould) е френски рицар, участник в Четвъртия кръстоносен поход.

Макер дьо Сент Менеулд е сеньор на Сент Менеулд в Шампания. Взима участие е почти всички битки на похода -
превземането на Костнантинопол през 1204г., битката при Адрианопол през 1205г. в която латинските войски са напълно разбити от българския цар Калоян, а самия Макер дьо Сент Менеулд оцелява по чудо.По-късно, под командата на Хенрих Фландърски участва в битките срещу Теодор Ласкарис в Мала Азия и похода за освобождението на Рение дьо Три в Родопите. През лятото на 1206 г. Макер дьо Сент Менулд заедно с Жофроа дьо Вилардуен е начело на латинска армия, която сваля обсадата на Димотика от българския цар Калоян. През същата година заедно с Пиер дьо Брашьо е изпратен във Витиния, където построява замъка Харакс на брега на Никомедийския залив. Загива през 1224г. в битката при Пиманинон, южно от Кизик в Мала Азия, където предвожданата от Сент Менеулд латинска армия е разбита от войските на Йоан III Дука Ватаци.

## Семейство
Макер дьо Сент Менеулд има дъщеря, женена за Анджело Санудо, втори херцог на Наксос.Те имали три деца:
- Марко II Санудо, трети херцог на Наксос
- Мартино Санудо, владетел на Парос и Антипарос.
- Мария Санудо, жена на Паоло Навигайосо, владетел на Лемнос